# Sougé (Loir-et-Cher)
Sougé é uma comuna francesa na região administrativa do Centro, no departamento de Loir-et-Cher. Estende-se por uma área de 16,88 km². Em 2010 a comuna tinha 489 habitantes (densidade: 29 hab./km²).